# Schleusenwärter
Ein Schleusenwärter oder eine Schleusenwärterin ist eine Person, die für Bedienung, Wartung und gegebenenfalls Reparatur einer Schleuse in der Binnenschifffahrt zuständig ist. Ihr obliegt die Einhaltung aller relevanten Sicherheitsvorschriften. Allgemein werden laut Binnenschifffahrtsstraßen-Ordnung die Mitarbeiter auf Schleusen heute als Schleusenaufsicht bezeichnet. Früher wurde die Person, die unmittelbar für die Bedienung der Schleusenelemente zuständig war Schleusenknecht, der Schleusenvorsteher Schleusenwärter genannt.

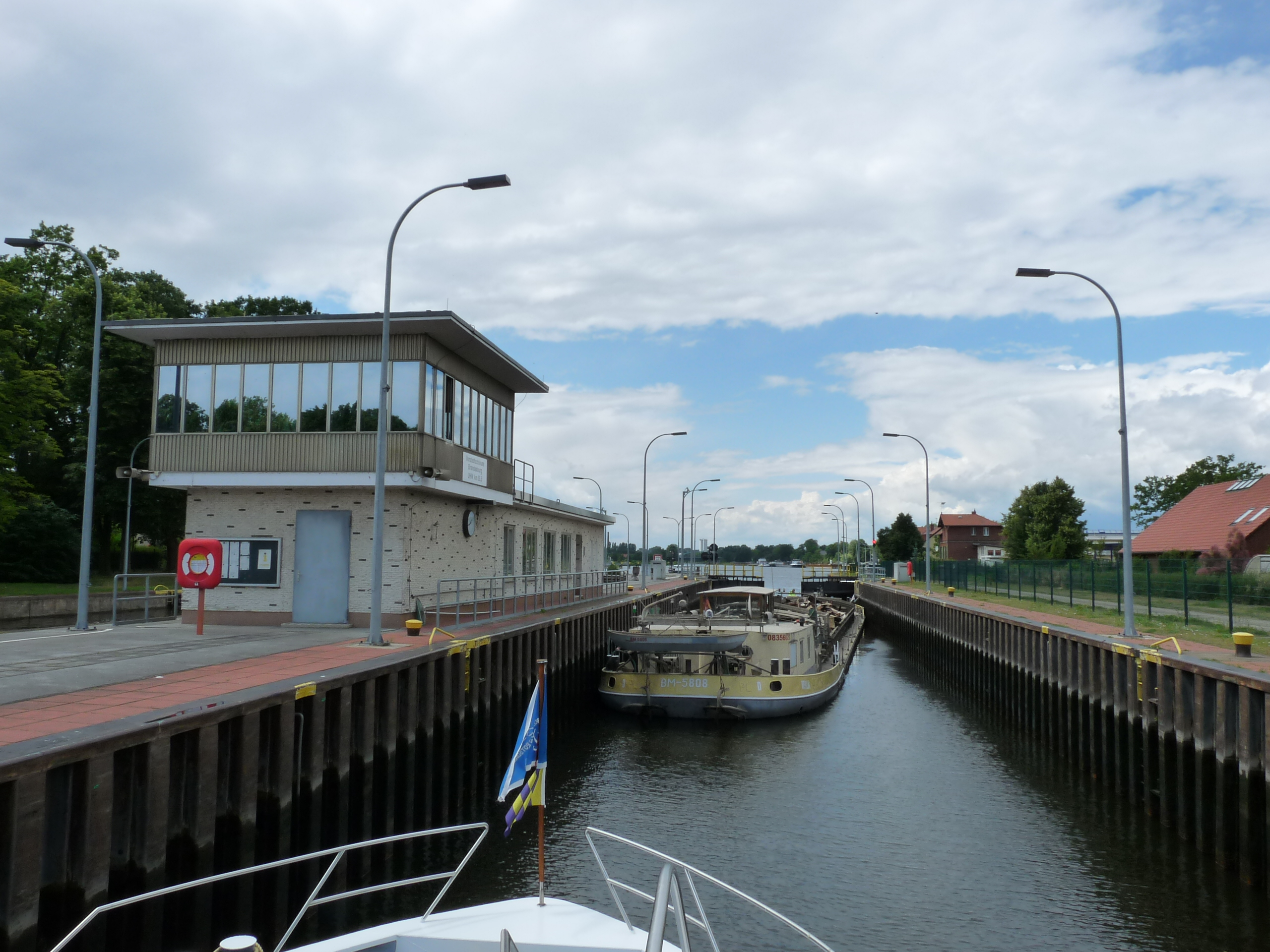
Schleusenwärtergebäude auf dem Mitteldamm der Schleuse Brandenburg

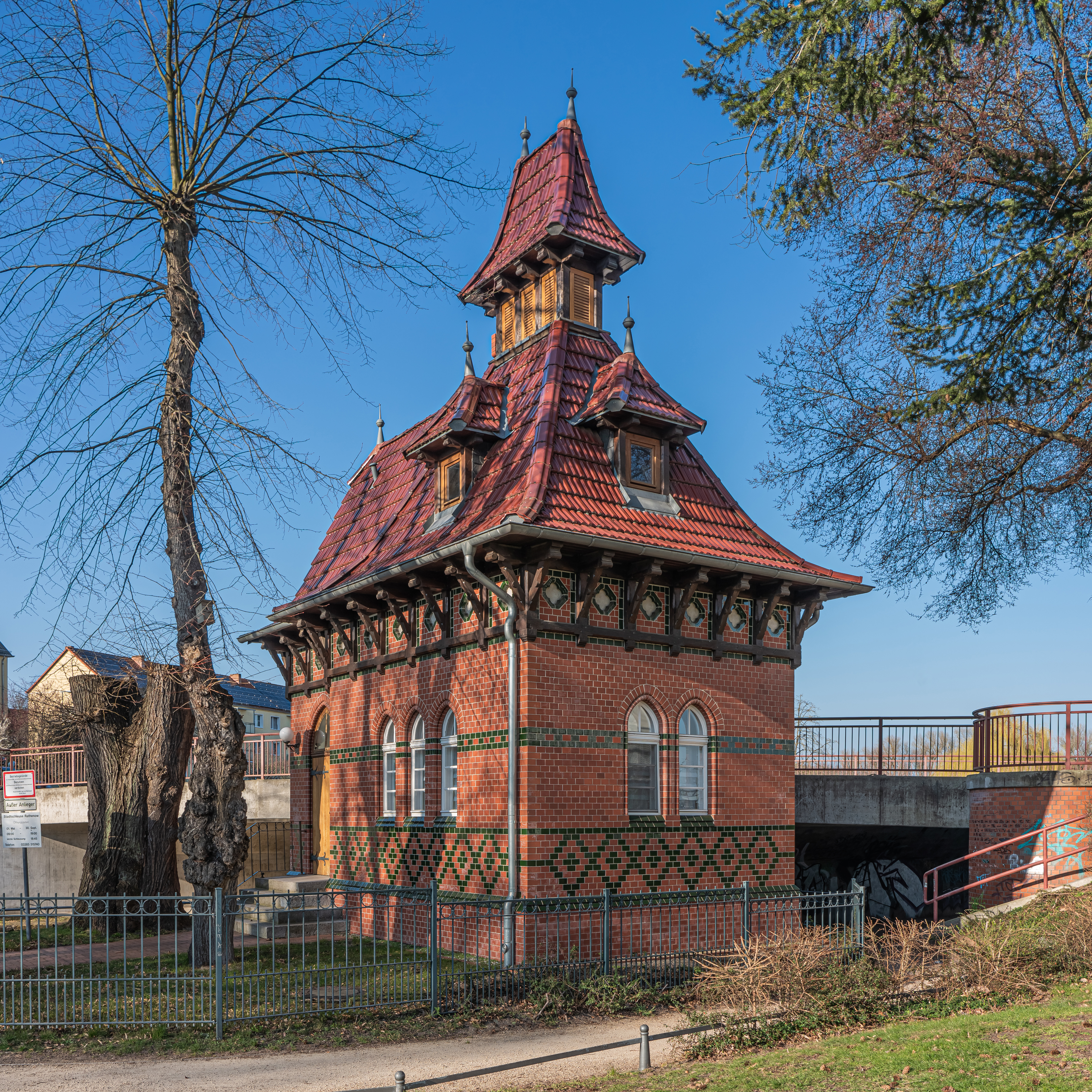
Historisches Schleusenwärterhaus an der Stadtschleuse Rathenow

## Beschreibung
In früheren Jahrzehnten war es üblich, dass die Wärter ständig vor Ort waren, einige wohnten sogar mit ihren Familien in den neben den Schleusenkammern errichteten Bauten, dem Schleusengehöft und dem Schleusenknechtehaus. Die Schleusenwärtergebäude mussten mindestens so hoch sein, dass aus dem Fenster der obere Wasserbereich überblickt werden konnte, also meist etwa zwei- bis dreigeschossig. Die Schleusen waren anfangs auch noch nicht elektrisch angetrieben, so dass der Wärter die Schleusentore mittels Muskelkraft und mechanischer Vorrichtungen bedienen musste.
Schleusenwärter teilen den einzelnen Schiffen die entsprechende Schleusenkammer zu und legen die Reihenfolge für die Schleuseneinfahrt fest. Sportbootfahrern teilen sie gegebenenfalls den Liegeplatz zu und achten auf die Einhaltung aller Sicherheitsvorschriften (Tragen von Rettungswesten, Vertäuung an den Schwimmern). Daneben haben sie die Dienst- und Fachaufsicht über weitere hier beschäftigte Personen. Bei Störungen, Unfällen oder Notfällen entscheiden die Schleusenwärter über daraus folgende Maßnahmen wie Abbruch des Schleusenvorgangs oder Bestellung von Rettungsdiensten und/oder Wasserwacht. Sie müssen auch dafür sorgen, dass keine Unbefugten das Schleusengelände betreten.
In neuerer Zeit, seitdem moderne Technik mehr und mehr zum Einsatz kommt, können Schleusen sogar von einer Zentrale ferngesteuert werden. Schleusenwärter ist kein Lehrberuf, sondern für diese Tätigkeit ist eine wasserbauliche Grundausbildung erforderlich. Manche Unternehmen verlangen zusätzlich ein Befähigungszeugnis nach dem STCW-Übereinkommen und ein allgemeines Betriebszeugnis für Funker. Die Arbeit erfolgt im Angestelltenverhältnis.
Schleusenwärter sind weltweit im Einsatz, also überall dort, wo Schiffe mittels Schleusen Niveauunterschiede von Gewässern überwinden. Häufigste Einsatzorte sind Kanäle.
Der Begriff Schleusenwärter wird auch manchmal im übertragenen Sinne verwendet, wie die in Hamburg verliehene Auszeichnung Ehren-Schleusenwärter belegt.